# Кисень (фільм, 2021)
«Кисень» (англ. Oxygen — науково-фантастичний фільм режисера Александр Ажа з Мелані Лоран у головній ролі. Прем'єра фільму відбулася на Netflix 12 травня 2021 року.

## Сюжет
Героїня фільму — молода жінка, яка приходить до тями в закритій медичній кріокапсулі. Вона не пам'ятає свого імені та як вона тут опинилася. Єдиний співрозмовник жінки — штучний інтелект МІЛО. Взаємодіючи з ним, вона дізнається, що кисню вистачить на 90 хвилин. МІЛО не дає інформації, де міститься капсула, називаючи її «Біоформа Ο 267». Подолавши напад паніки, полонянка здогадується, що можна зробити дзвінок через стільниковий зв'язок, а також знаходить дані про себе в доступних для МІЛО. базах даних. Вона дізнається своє ім'я — Елізабет Гансен, професію — вчений-біотехнолог і повідомляє поліції про свою проблему. Офіцер Моро намагається допомогти Елізабет, зв'язуючись із компанією-виробником. Для розблокування капсули необхідний пароль адміністратора, але його Елізабет не повідомляють.
Полонянку відвідують уривчасті спогади про сім'ю і чоловіка. Однак поліцейський не підтверджує існування чоловіка. Елізабет здогадується, що він приховує правду. Їй надходить інший дзвінок, від якоїсь жінки, яка пояснює те, що відбувається. На Землі в кінці XXI століття сталася епідемія, і для порятунку цивілізації прийнято рішення про колонізацію планети в системі Вольф 1061, віддаленій на 14 світлових років від Землі. Корабель, один з пасажирів якого — Елізабет, несе 10 тисяч пасажирів, які перебувають у капсулах у кріосні. Він віддалився від Землі на 60 тис. км, тому комунікації ще можливі. Чому вона прокинулася — незрозуміло, ситуація нештатна, але проєкт був секретним і йому не можна давати розголосу, щоб уникнути паніки. Моро тягнув час, чекаючи, що вона помре від нестачі кисню. Жінка передає Елізабет пароль, і їй відкриваються додаткові опції в системі керування капсулою. Елізабет поступово розбирається, як вона може врятуватися, добираючи правильні питання до МІЛО. Позаштатне пробудження настало внаслідок зіткнення корабля з астероїдом. Близько 400 пасажирів, що перебували в кріосні, загинули, але вона випадково вижила. Процесор капсули, що відповідав за підтримку життєвих функцій, вийшов з ладу, вона прокинулася і перевитратила запас кисню. Елізабет вирішує перенести навантаження на другорядний процесор, який відповідав за можливість евтаназії пасажира в разі загрози життю. Запас кисню буде поповнено з камер, у яких загинули пасажири. Елізабет занурюється в сон, коли запасу кисню залишилося всього 1 %.
В кінці їй відкривається, що Елізабет близько 80 років і «Біоформа Ο267» — її клон, так само як і чоловік Лео, що також перебуває на кораблі. Елізабет, яка була одним з організаторів проєкту колонізації, мала розширений доступ. Вона подзвонила своєму клону і дала можливість врятуватися. У фіналі вона зі своїм чоловіком зустрічає світанок на своїй новій батьківщині, планеті іншої зоряної системи.

## У ролях
- Мелані Лоран — Ліз
- Матьє Амальрік — МІЛО
- Малік Зіді — Лео Фергюсон

## Український дубляж
- Катерина Качан — Ліз
- Андрій Твердак — МІЛО
- Наталія Надірадзе — Стара Ліз
- Людмила Суслова — Аліса
- Михайло Войчук — Капітан Моро
- Дмитро Гаврилов — Лео
- Юрій Кудрявець — Агент
- Людмила Петриченко — Голос

Фільм дубльовано студією «Postmodern» на замовлення компанії «Netflix» у 2021 році.
- Перекладач — Анна Пащенко
- Режисер дубляжу — Людмила Петриченко
- Звукорежисер — Андрій Славинський
- Звукорежисери перезапису — Олександр Мостовенко, Юрій Антонов
- Менеджер проєкту — Юлія Кузьменко

## Виробництво
Робота над фільмом під робочою назвою «О2» почалася 2017 року, причому Енн Гетевей мала стати продюсером і зіграти головну роль. Пізніше вона покинула проєкт, і головна роль дісталася Мелані Лоран. Фільм вийшов на Netflix 12 травня 2021 року.